# Матильда Хантингдонская
Матильда (Мод) Хантингдонская (англ. Maud of Huntingdon; 1074—1130) — дочь Вальтеофа, последнего англосаксонского эрла Нортумбрии, и жена шотландского короля Давида I. Брак Матильды и Давида I имел значительные последствия для внешней политики шотландского королевства и заложил предпосылки острого англо-шотландского противостояния в конце XII — первой половине XIII веков.

## Биография
Матильда была единственным ребёнком Вальтеофа, графа Нортумбрии, и Юдит Лансской, дочери Ламберта II, графа Ланса, и Аделаиды Нормандской, сестры Вильгельма Завоевателя. В 1075 году Вальтеоф стал одним из организаторов «восстания трёх графов» против английского короля, после поражения которого был казнён, а его титулы и владения конфискованы. Тем не менее позднее король Вильгельм II признал за ней титул графини Хантингдонской. В 1090 году Матильда была выдана замуж за Симона де Санлиса, графа Нортгемптона, за которого ранее отказалась выйти замуж мать Матильды Юдит Ланская. Симон де Санлис был приближённым короля Вильгельма II и получил в результате этого брака значительную часть бывших владений Вальтеофа в Средней и Восточной Англии.
Симон де Санлис скончался в 1109 году. Спустя четыре года Матильда вновь вышла замуж: её супругом стал шотландский принц Давид, младший брат короля Александра I. Давид воспитывался при английском дворе в традициях нормандской феодальной культуры и был главным орудием влияния Англонормандской монархии в Шотландии. Под давлением короля Генриха I Давид получил от своего брата в полное владение значительную часть Южной Шотландии, включая Лотиан, долину Клайда и Кумбрию. В это княжество стали быстро проникать англо-нормандская культура и обычаи, а также английский язык. Связь Давида с Англией ещё более укрепилась в 1113 году, когда он женился на Матильде Хантингдонской. Владения Матильды в Хантингдоншире, Нортгемптоншире, Бедфордшире, Кембриджшире и ещё шести графствах Англии перешли под контроль Давида. Брак с Матильдой сделал Давида одним из крупнейших магнатов Англии, а её происхождение от Вальтеофа дало ему основания претендовать и на обширное графство Нортумбрия в северной части страны. В 1124 году после смерти Александра I Давид был коронован королём Шотландии, а Матильда стала шотландской королевой.
Политические последствия брака Давида и Матильды Хантингдонской проявились полностью уже после смерти Матильды, последовавшей, согласно сообщениям Иоанна Фордунского, в 1130 году. В обход детей Матильды от первого брака, её владения и титул графа Хантингдонского были сохранены за Давидом I, в союзе с которым нуждался английский король Генрих I. В результате короли Шотландии, начиная с Давида I, оказались глубоко вовлечёнными во внутриполитическую жизнь Англии. Будучи владельцами обширных владений в Средней Англии они являлись вассалами английских королей, что при нечёткости формулировок оммажа, создавало опасный повод для претензий на сюзеренитет над самой Шотландией. С другой стороны, права потомков Матильды и Симона де Санлиса часто использовались английскими монархами для давления на шотландских королей: титул графа Хантингдона и сопутствующие ему среднеанглийские земли периодически конфисковывались и передавались представителям рода Санлисов, что провоцировало новые витки англо-шотландского дипломатического и военного противостояния. Ещё одним аспектом последствий брака Матильды и Давида I стало тесное знакомство короля и его преемников со среднеанглийской знатью и рыцарством. В дальнейшем выходцы из Нортгемптоншира, Хантингдоншира, Кембриджшира и других графств Средней Англии в массовом порядке наделялись землями в Шотландии, усиливая англонормандский характер новой шотландской феодальной аристократии.

## Дети
От брака (1090) с Симоном де Санлисом, 1-м графом Нортгемптона, Матильда имела нескольких детей, в том числе:
- Матильда де Санлис, замужем за Робертом Фитц-Ричардом (1064—1136), младшим братом Гилберта де Клера, основателя дома де Клеров, и за Сэйром де Квинси;
- Симон де Санлис (ум. в 1153 году), 2-й граф Нортгемптон, граф Хантингдон;
- Вальтеоф Святой (ок. 1095—1159), аббат монастыря Мелроуз в Шотландии.

От брака (1113) с Давидом I, королём Шотландии, Матильда имела одного ребёнка — Генриха (1114—1152), графа Хантингдона, отца шотландских королей Малкольма IV и Вильгельма I Льва.

## Образ в культуре
Матильда Хантингдонская, её родители и её первый брак являются главными действующими лицами и событиями исторических романов современной британской писательницы Элизабет Чедвик:
- «Зимняя мантия» (англ. The Winter Mantle), вышедший в 2002 году и опубликованный на русском языке в 2005 году;
- «The Falcons of Montabard» (изданный в 2002 году и не опубликованный на русском языке).